# 好角家

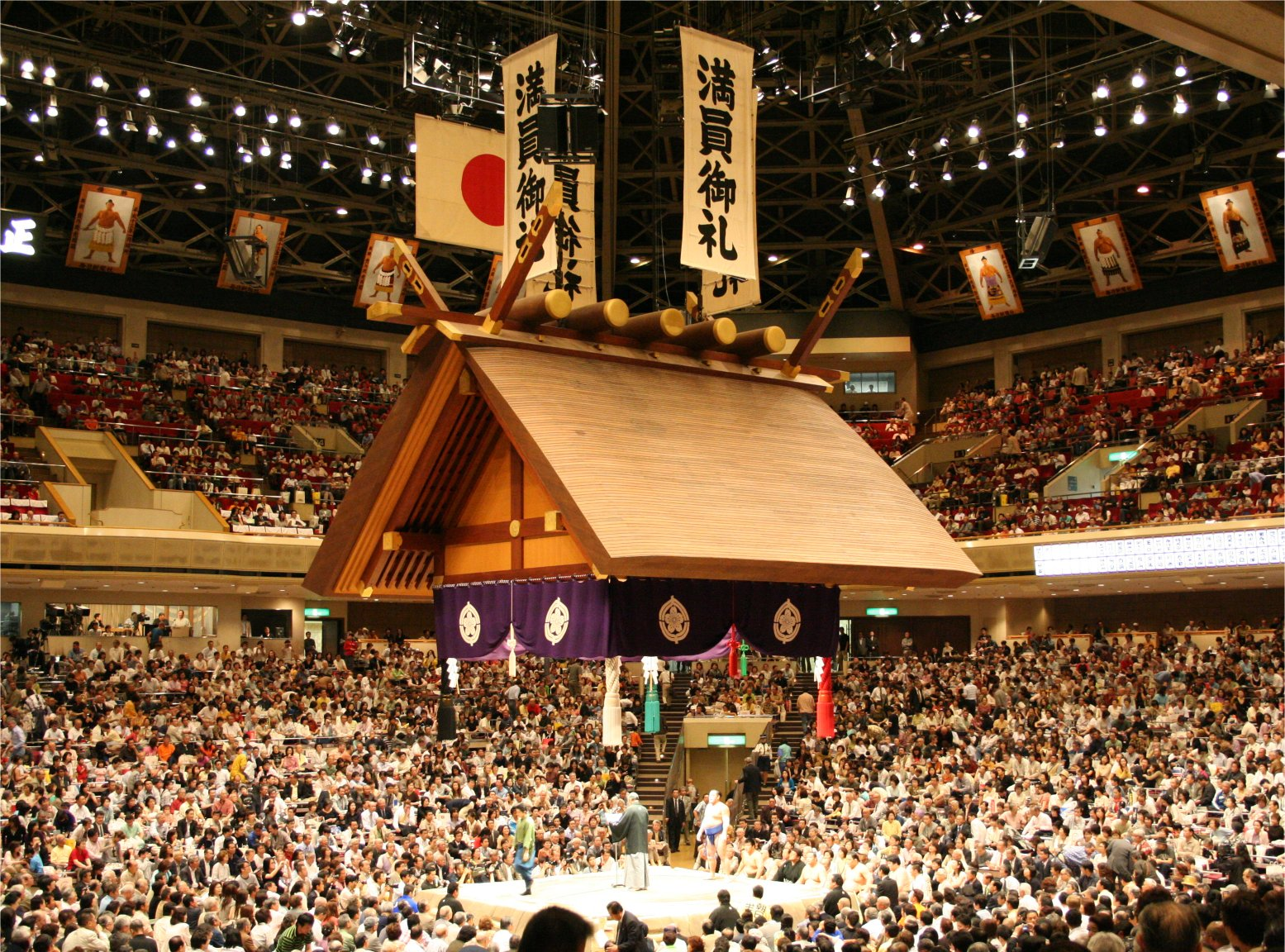
大相撲観戦者の中には足繁く通うファンも多い

好角家（こうかくか）とは、相撲観戦が好きな人物、相撲ファン、相撲通のことである。取り分け大相撲ファンを指す。「角」は、相撲の別称でもある角力（すまひ、かくりき）から来ている。女性の好角家は遠藤聖大や逸ノ城駿ら若手力士が頭角を示した2014年以降、20代から30代を中心に急増しており、相撲女子を略したスー女（すーじょ）と呼ばれることがある。
好角家の中には、内館牧子や六代目澤村田之助、紺野美沙子などのように相撲好きが高じて横綱審議委員会会員や大相撲関連組織の委員になった者や、デーモン閣下などのように本業に並ぶほど大相撲評論の仕事が増えて評論家・解説者の地位を得るまでになった者も存在する。

## 好角家で知られる著名人

### ア行
- 愛子内親王 - 今上天皇の第一皇女。幼少期の趣味の一つが大相撲観戦であった。
- 蒼井優 - 女優
- あかつ - 芸人
- AKIRA - プロレスラー
- 浅丘ルリ子 - 女優
- 安倍晋三 - 第90・96～98代内閣総理大臣、元政治家。令和元年夏場所（2019年5月）千秋楽当日、当時来日中のアメリカ合衆国大統領ドナルド・トランプとともに観戦した。
- 池内淳子 - 女優。NHK連続テレビ小説『ひらり』では相撲部屋のおかみさんを演じた。
- 石橋遼大 - お笑い芸人。「四千頭身」メンバー
- 磯野貴理子 - タレント
- 市川團十郎 - 歌舞伎俳優
- 市川紗椰 - ファッションモデル
- 伊東四朗 - コメディアン、俳優、タレント。『ひらり』では相撲部屋の親方を演じ、雑誌・NHK大相撲中継の「ここが楽しみ」に文章を載せたことも。
- 池波志乃 - 女優
- しましまんず池山 - お笑い芸人
- 井上真央 - 女優
- 今田耕司 - タレント、司会者。NHK BS『大相撲どすこい研』司会。
- 岩崎宏美 - 歌手
- チャック・ウィルソン - 体育教師として、主に米軍基地内でアマチュア相撲指導に尽力。
- 内舘牧子 - 作家。横綱審議委員経験あり
- 海老沢勝二 - ジャーナリスト（元NHK会長）。日本相撲協会評議委員長、元横綱審議委員
- 大村崑 - コメディアン、俳優。大阪場所では、向正面の砂被り席で観戦する姿がテレビに映る。
- 尾上菊五郎（六代目） - 歌舞伎俳優[1]
- 岡田彰布 - プロ野球監督・選手
- 小笠原亘 - TBSアナウンサー
- 織田信長 - 戦国大名。『信長公記』に記録されているだけでも9回興行し、少年時代も近所の子供に相撲を取らせている[2]（信長の頁の「趣味」も参照）。

### カ行
- 桂文福 - 『待ったなし大相撲』キャスター、「玉双津」の四股名を持つアマチュア相撲力士
- 片岡仁左衛門 (13代目) - 歌舞伎俳優。玉錦と親交があった。
- 勝浦正樹 - JRA元騎手
- 加藤芳郎 - 漫画家
- 上條倫子 - NHKのアナウンサー
- 上岡龍太郎 - 元タレント
- 唐橋ユミ - フリーアナウンサー、BSフジ『感動!大相撲がっぷり総見』キャスター[3]
- 神田川俊郎 - 料理人
- 木下博勝 - 医師、タレント、鎌倉女子大学教授。日本相撲協会維持員[4]。
- 清川虹子 - 女優[5]
- 京唄子 - 女優・漫才師で、大阪場所を度々観に来ており、よくテレビに映っていた。
- 旭堂南陵（四代目） - 講談師、元参議院議員。『待ったなし大相撲』キャスター
- 霧立のぼる - 女優。贔屓は羽黒山政司[6]
- キンボシ - お笑いコンビ。西田淳裕がAbemaTV大相撲中継で前相撲から三段目までの実況やゲスト解説も行っていた。
- クニオ・ナカムラ - パラオ元大統領
- 黒川弥太郎 - 俳優[7]
- 久和ひとみ - 『OH!相撲』キャスター
- 小林健太 - KENTAやヒデオ・イタミなどのリングネームで活動するプロレスラー
- 小泉エリ - マジシャン、タレント。大相撲中継での中入りのコーナーを担当している。2016年、安治川(元・前頭土佐豊。現・時津風)と結婚。
- 小泉純一郎 - 第87・88・89代内閣総理大臣。元政治家。2001年5月の夏場所で優勝した貴乃花光司へ自ら総理大臣杯を授与し、「感動したっっっ!」と賛辞を送ったことで有名。
- ジャン・コクトー - フランスの作家[8]
- デーモン閣下（デーモン小暮） - ミュージシャン。早稲田大学國技研究会OB（やくみつるの後輩）。好角家であることを買われ相撲評論家としても活動。日本語・英語共に大相撲中継解説経験あり。NHKの大相撲中継では「デーモン小暮閣下」と呼ばれている。
- 小島貞二 - 作家、評論家、出羽海部屋元力士
- 小島太 - 競馬評論家、JRA元調教師
- こずまとり - お笑いコンビ。コンビ名も決まり手の「小褄取り」から取っている。めっちゃ細田は伊勢ヶ濱部屋元力士の安大ノ浪[9]。
- 後藤正文 - ミュージシャン（ASIAN KUNG-FU GENERATIONのメンバー）
- 小谷野敦 - 比較文学者
- 紺野美沙子 - 女優、雑誌・NHK大相撲中継の「ここが楽しみ」のページに文章を載せたことも。2019年より日本相撲協会の諮問機関である「大相撲の継承発展を考える有識者会議」委員[10]、2022年より横綱審議委員会委員[11]を務める。

### サ行
- 堺雅人 - 俳優
- 坂崎幸之助 - ミュージシャン（THE ALFEE）、墨田区出身で親方衆とも親しく、井筒部屋などと交流がある。
- 里田まい - 歌手、タレント
- 迫水久常 - 大蔵官僚、政治家。公職追放中の1948年から井筒部屋の後援会会長を務め、柏戸剛の師匠である柏戸秀剛のファンでもあった[12]
- 六代目澤村田之助 - 歌舞伎役者、横綱審議委員
- ジェリー・ヤン - Yahoo!共同創設者、愛用するコンピュータに力士名を付けている。
- 司馬遼太郎 - 小説家
- ジャック・シラク - フランス元大統領、大相撲観戦目的で来日多数。
- 昭和天皇 - 第124代天皇
- ミラ・ジョヴォヴィッチ - アメリカ合衆国の女優・モデル
- デヴィ・スカルノ - タレント。琴櫻のタニマチ。
- 杉良太郎 - 歌手、俳優
- 杉岡みどり - 女性芸人
- 鈴木治彦 - フリーアナウンサー（元TBSアナウンサー）
- 鈴木宗男 - 参議院議員。同じ北海道出身の8代八角とは現役時代から親交が深い[13]。

### タ行
- DASH・チサコ - プロレスラー。
- タイチ - プロレスラー。相撲の動きを自身のムーブに取り入れている。
- タウファアハウ・ツポウ4世 - 元トンガ国王、多くのトンガ力士を送り出した。
- 高須克弥 - 美容外科医。伊勢ノ海部屋の後援者であり、AbemaTV大相撲中継のスポンサーもしている。
- 高橋一郎 - 元衆議院議員
- 高橋治 - 小説家。本場所中にはスポーツ新聞に観戦記を連載していた。
- 田中絹代 - 女優。贔屓は双葉山定次[14]
- 田名部生来 - 元AKB48
- 竹内梢 - 南日本放送アナウンサー
- 蝶野正洋 - プロレスラー
- つばさ・きよし - 尾上部屋と交流がある。
- デイビッド・ジョーンズ - パンアメリカン航空極東地区広報担当支配人[15]

### ナ行
- 中尾彬 - 俳優
- 長峰由紀 - 元TBSアナウンサー
- 五代目中村歌右衛門 - 歌舞伎俳優
- 七代目中村芝翫 - 歌舞伎俳優　芝翫の結婚式の仲人は、元横綱常ノ花の出羽海が務めた。
- 夏目三久 - 元フリーアナウンサー（元日本テレビアナウンサー）
- 二階堂高嗣 - アイドルグループ「Kis-My-Ft2」のメンバー。
- 能町みね子 - エッセイスト
- 野坂昭如 - 作家、歌手、作詞家、元参議院議員

### ハ行
- 林家小染（四代目） - 落語家、相撲を題材にしたネタも多かった。
- 林家ペー - タレント、落語家、漫談家、日本相撲協会維持員
- バナナマン - お笑いコンビ。日村勇紀の「子供の頃の貴乃花」のモノマネで有名。
- 英百合子 - 女優。贔屓は龍王山光[6]
- 花柳小菊 - 女優[16]
- はなわ - ベーシスト、シンガーソングライター、お笑い芸人。過去に相撲中継で中入後の向正面ゲストに呼ばれたほか、国技館で同じ事務所所属のどきどきキャンプ・岸学とともに升席で観戦している姿が映り込んだことがある。
- 塙宣之 - お笑いコンビ「ナイツ」のメンバーで、はなわの実弟。取り組みを見て決まり手を正確に言い当てる特技を持つ。
- 橋幸夫 - 歌手、俳優
- 元ちとせ - 相撲の盛んな奄美出身。相撲好きで、白鵬と親交がある[17]。
- 浜尾朱美 - 女優、競馬評論家、『待ったなし大相撲』（TBSラジオ）キャスター
- はらたいら - 漫画家、自らが描いた「モンローちゃん」の化粧廻しを鷲羽山佳和が使用していた。
- ビリー・ブランクス - エアロビクス指導者
- 富士眞奈美 - 女優
- 藤井聡太 - 将棋棋士
- 藤井恒久 - 日本テレビ社員（元アナウンサー）。少年時代、元大関・出島（現在の年寄・大鳴戸）と同じ相撲教室に通っていた。アナウンス部相撲班チーフの肩書も持つ。
- 藤原光博 - 芸人（リットン調査団メンバー）
- 不動裕理 - プロゴルファー
- 舩山陽司 - フリーアナウンサー
- ペギー葉山 - 歌手
- ポール牧 - 三保ヶ関部屋に居候していた。相撲界に幅広い人脈を誇り、『待ったなし大相撲』でも解説を担当。

### マ行
- 正鋳真優 - アイドルグループ「AKB48」のメンバー[18]。
- ポール・マッカートニー - ミュージシャン、「ビートルズ」元メンバー。
- 松重豊 - 俳優。少年時代に二代目豊山のファンであった[19][20][21]。
- 松中信彦 - 元プロ野球選手
- 松村邦洋 - タレント、芸人。かつて貴乃花部屋が部屋を構えた中野新橋に住んでおり、力士と親しい。モノマネの持ちネタに貴乃花や貴闘力がある。
- 松村沙友理 - 女優、アイドルグループ「乃木坂46」の元メンバー。
- 三宅健 - 俳優、アイドルグループ「V6」、「Coming Century」の元メンバー。
- 宮本恒靖 - 元サッカー日本代表
- 三波伸介（二代目） - 喜劇役者。NHK大相撲中継にゲスト解説で出演。
- 武藤敬司 - プロレスラー
- 森内俊之 - 将棋棋士
- 森光子 - 女優。1985年1月場所2日目に新装なった両国国技館の砂かぶり席で観戦している姿がNHKの中継に映された映像が現存している[22]。ちなみにこの日の結びの一番が北の湖現役最後の一番でもあった。
- 守屋周 - tbc東北放送アナウンサー

### ヤ行
- やくみつる - 漫画家、タレント、早稲田大学國技研究会OB、日本相撲協会再発防止検討委員会外部委員
- 八木真澄 - お笑いコンビサバンナのメンバー
- 山路ふみ子 - 女優。贔屓は玉ノ海梅吉[23]
- 山田直稔 - 実業家
- 山根千佳 - タレント
- 山本礼三郎 - 俳優。贔屓は楯甲新蔵[24]
- 吉田秀和 - 音楽評論家
- 吉永小百合 - 女優、高砂親方が「内舘より（横綱審議委員に）適任」と発言した。
- 柳家金語楼 - 落語家、喜劇俳優
- ヨネスケ - 落語家

### ワ行
- 渡邉恒雄 - 実業家（読売新聞主筆）、元横綱審議委員